# Museum 't Fiskershúske
Museum 't Fiskershúske is een museumcomplex van oude visserswoningen in de Friese plaats Moddergat.

## Geschiedenis
De geschiedenis van het museum in Moddergat begint in 1962 toen het Streekmuseum "Het Admiraliteitshuis" in Dokkum het pand 't Fiskerhúske aan het Fiskerspaad 4 te Moddergat aankocht en liet restaureren. Het huisje werd ingericht als oude visserswoning. Voor de museale functie werd de stichting Museum 't Fiskershúske opgericht. Gaandeweg breidde het museum zich uit door de restauratie en toevoeging in 1973 van de panden Fiskerspaad nr. 6 (De Aek) en nr. 8 (De Blaes). In 1987 werd een expositieruimte (De Logger) op nr. 8a aan het Fiskerspaad gebouwd. Sinds 1990 is ook Klaskes Húske met het bijbehorende boethuisje in het bezit van het museum. De panden Fiskerspaad 4, 6, 8 en het boethuisje zijn erkend als rijksmonument. In 2003 werd de voormalige garnalenfabriek van Moddergat aangekocht. Na restauratie is dit pand in 2004 in gebruik genomen.

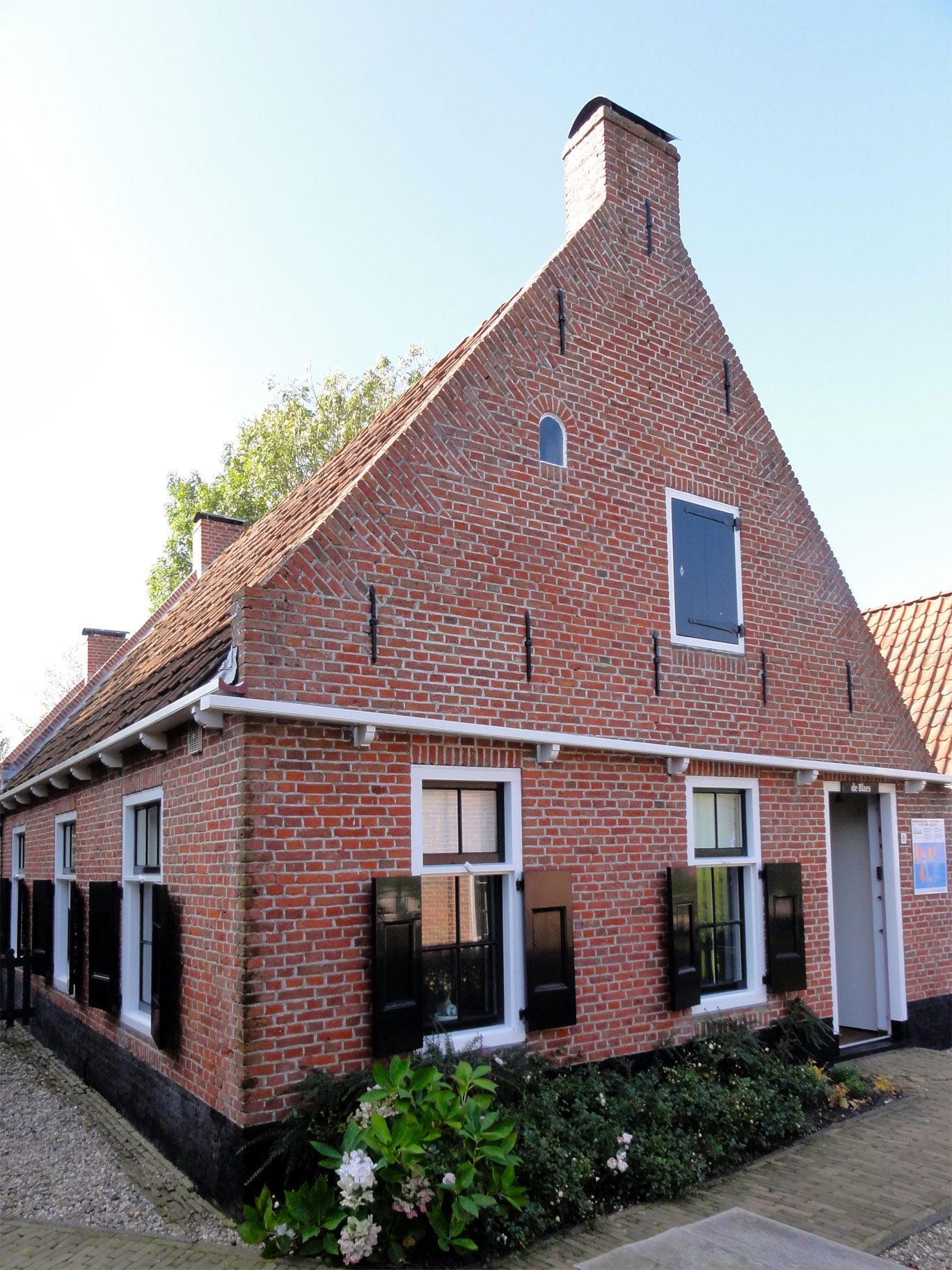
Visserspad 8 Moddergat (De Blaes)
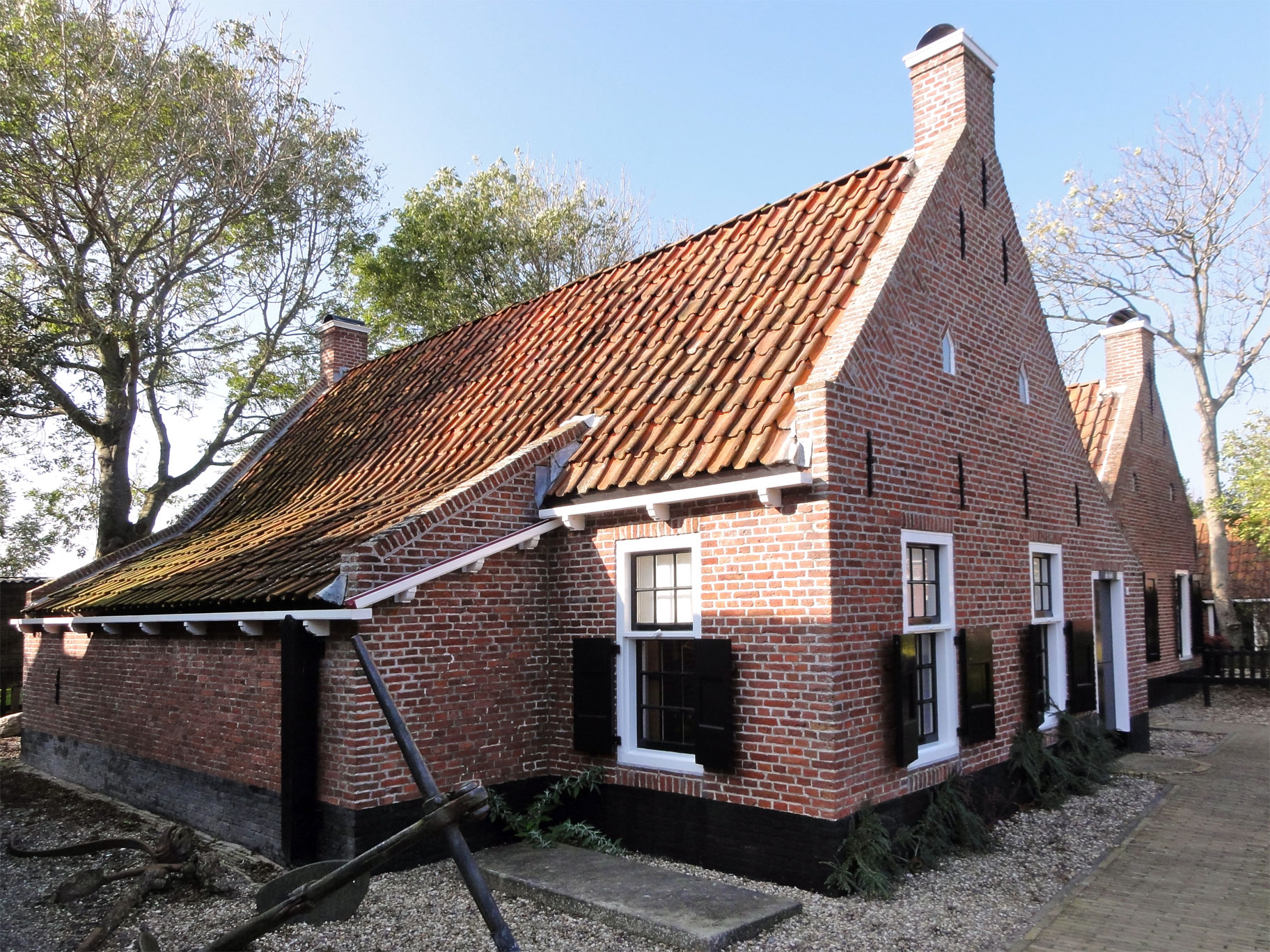
Visserspad 6 Moddergat (De Aeck)
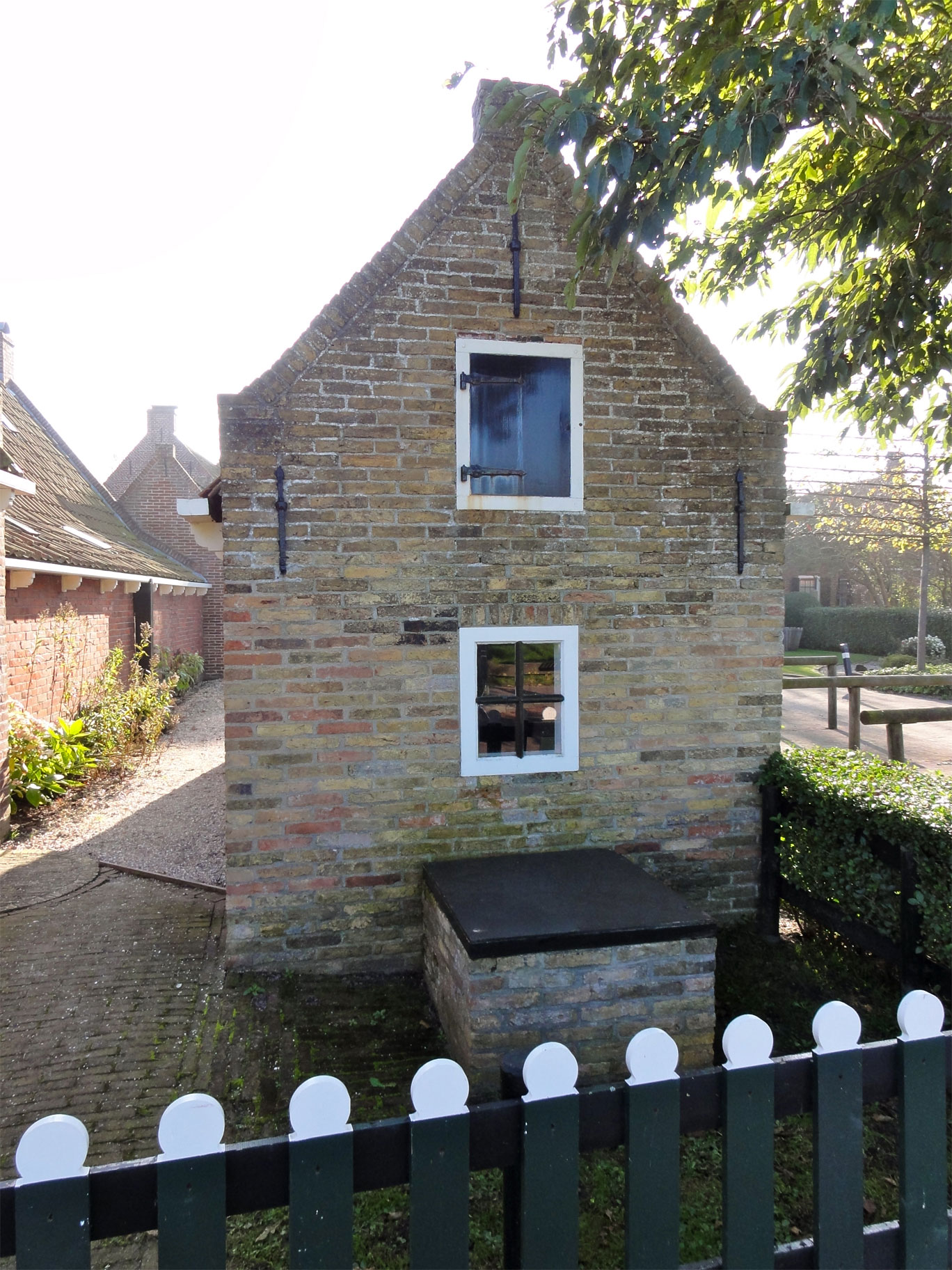
Boethuisje bij De Oere 36

## Inrichting van het museum
't Fiskerhúske toont de inrichting van een visserswoning halverwege de 19e eeuw. De Aek laat het vissersbedrijf zien, zoals dat werd beoefend in plaatsen als Moddergat, door middel van een permanente tentoonstelling 'Vissers van Wad en Gat', met daarbij ook aandacht voor de ramp die de vissers van Paesens en Moddergat trof in 1883. Klaskes Húske toont de woninginrichting rond het begin van de 20e eeuw. De Blaes en De Logger worden gebruikt als groeps- en expositieruimte. De voormalige garnalenfabriek fungeert als bezoekerscentrum.